# I. Hurmuz szászánida király
I. Hurmuz (más néven Hormizd vagy Hormozd, a név a zoroasztrizmusban a jóságos istenre, Ahura Mazdára utal ), (? – 274 áprilisa) a Szászánida Birodalom királya 273-274 között. I. Sápúr (241-273) fia, apja uralkodása alatt Horászán kormányzója.

## Fordítás
- Ez a szócikk részben vagy egészben  az   Imperio Sasánida című spanyol Wikipédia-szócikk fordításán alapul.  Az eredeti cikk szerkesztőit annak laptörténete sorolja fel. Ez a jelzés csupán a megfogalmazás eredetét és a szerzői jogokat jelzi, nem szolgál a cikkben szereplő információk forrásmegjelöléseként.